# Roman-532189
 (juin 2021).
Si vous disposez d'ouvrages ou d'articles de référence ou si vous connaissez des sites web de qualité traitant du thème abordé ici, merci de compléter l'article en donnant les références utiles à sa vérifiabilité et en les liant à la section « Notes et références ».
Le Roman-532189 est un camion produit par Roman (en) depuis 2003. Le camion a remplacé l'ancien camion Roman-98051. 